# Dijksterhuis (borg)

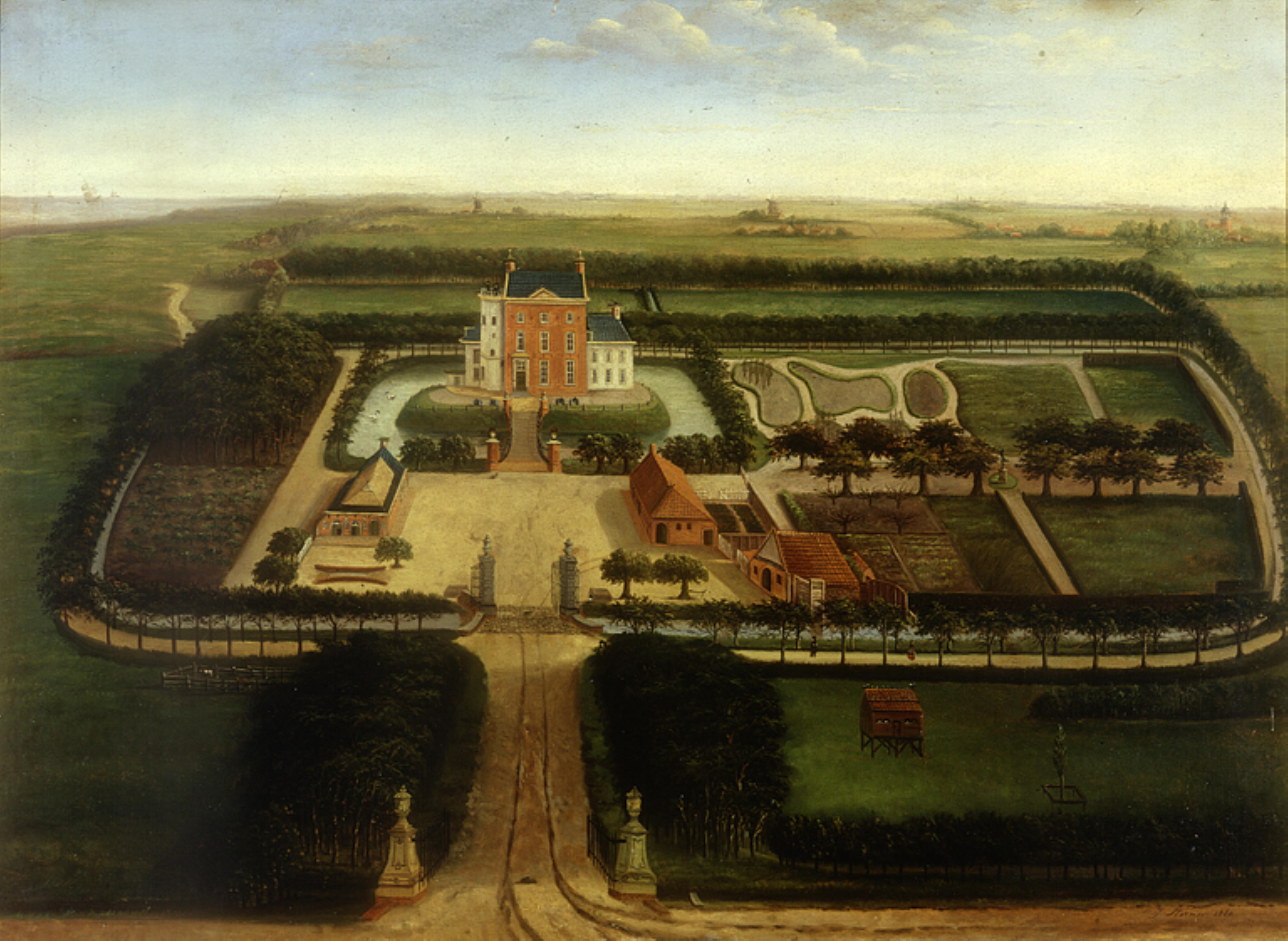
Plattegrond van Dijksterhuis (J. Stormer, 1860)

Dijksterhuis was een borg ten noorden van het Groningse dorp Pieterburen, die tot 1903 bestond. De borgstee met binnengracht is nog steeds in het landschap terug te vinden. Het terrein ligt midden in het land, op het terrein van een boer.

## Geschiedenis
Aangenomen wordt dat de oorspronkelijke borg werd gebouwd in de veertiende eeuw. De borg, vroeger aangeduid als Huis ten Dijke werd gebouwd op een zandplaat op het Wad. Hij stond daarom oorspronkelijk buitendijks. Mede daarom wordt aangenomen dat de eerste bewoners de kost verdienden met zeeroof en tot de zogenaamde likedelers gerekend moeten worden. Nadat het Klooster van Aduard zijn voorwerk op het eiland Bosch had opgegeven oefende de borgheer van Dijksterhuis het recht van strandvondst uit voor het klooster.
Na het aanleggen van een nieuwe dijk kwam de borg binnendijks te liggen. Vanwege de oorspronkelijke zandplaat lag het huis hoger dan zijn omgeving van jonge zeeklei. Die ligging zorgde ervoor dat de borg zowel de stormvloed van 1570, als die van 1717 ongehavend doorstond.
Bijzonder aan Dijksterhuis is dat deze borg een van de weinige borgen is die nimmer verkocht is, maar steeds door overerving in andere handen kwam. De laatste eigenaar was Gerhard Alberda van Menkema en Dijksterhuis. Zoals zijn naam aangeeft was deze ook eigenaar van de Menkemaborg in Uithuizen. Op die borg woonde hij, Dijksterhuis hield hij echter tot aan zijn dood, in 1902, wel in stand. Een jaar later werd de borg echter toch gesloopt. De stenen toegangspalen en hek zijn verplaatst naar de Menkemaborg.

## De bloedvlek
Dijksterhuis kwam in 1578 in het bezit van Luurt Manninga. Deze huwde met Emmerentiana Sonoy, enig kind van de watergeus Diederik Sonoy. Toen Diederik in 1594 het krijgsleven vaarwel zei, trok hij bij zijn dochter in. Drie jaar later overleed hij en werd begraven in de kerk van Pieterburen.
De korte periode dat Sonoy op Dijksterhuis woonde is vooral bekend geworden door een crime passionnel. Aan zijn vele reizen had Sonoy een Moorse bediende (die volgens de overlevering Zwarte Pier heette) overgehouden, die hem ook volgde naar Dijksterhuis. Deze bediende vatte een vurige liefde op voor een van de dienstmaagden van Dijksterhuis. Zij gaf echter de voorkeur aan een blanke vrijer, wat de afgewezene niet kon verkroppen. Hij doorstak haar met een mes, wat zij niet overleefde. Zelf werd de Moor van Dijksterhuis enige dagen later even ten noorden van de borg onthoofd.
Het verhaal wil, dat op de plek van de misdaad (bekend als de 'Moriaanse kamer') een grote bloedvlek was ontstaan. Hoe men ook boende, de vlek kwam steeds terug. Nog in 20e eeuw waren er in Pieterburen getuigen te vinden die beweerden met eigen ogen de bloedvlek te hebben gezien.

## Schathuis
Ten westen van de borg lag het schathuis. Deze in 1857 gebouwde boerderij Ten Dijke heeft de borg overleefd en is erkend als rijksmonument.

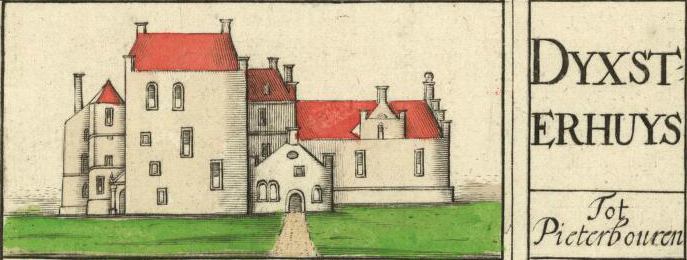
De borg op de kaart van Willem en Frederik Coenders van Helpen (1678)
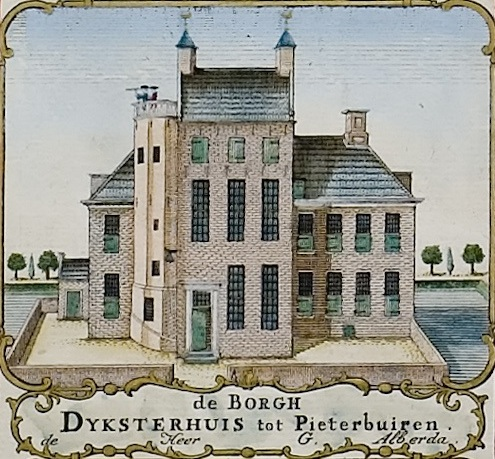
De borg op de kaart van Theodorus Beckeringh (1781). De borg kreeg deze uitstraling door een verbouw door Gerard Horenken rond 1700 gevolgd door een wijziging van de borgstee naar een vierkante vorm door Willem Alberda ergens tussen 1706 en 1721.
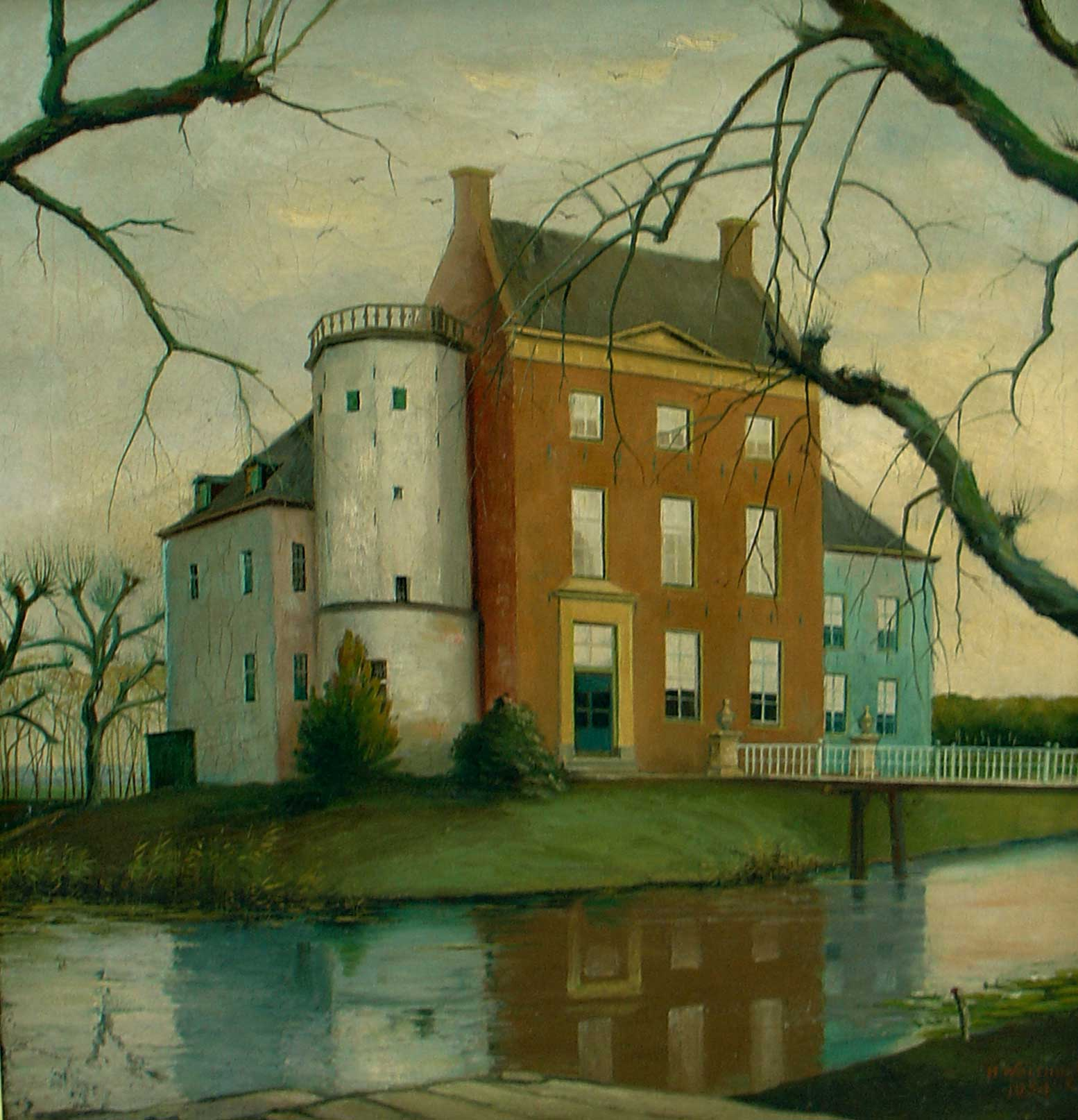
Schilderij van rond 1900. Deze uitstraling kreeg de borg na een verbouw door Goosen Geurt Alberda Van Dijksterhuis tussen 1791 en 1792. Hij liet onder andere een nieuwe gevel metselen voor het voorhuis.
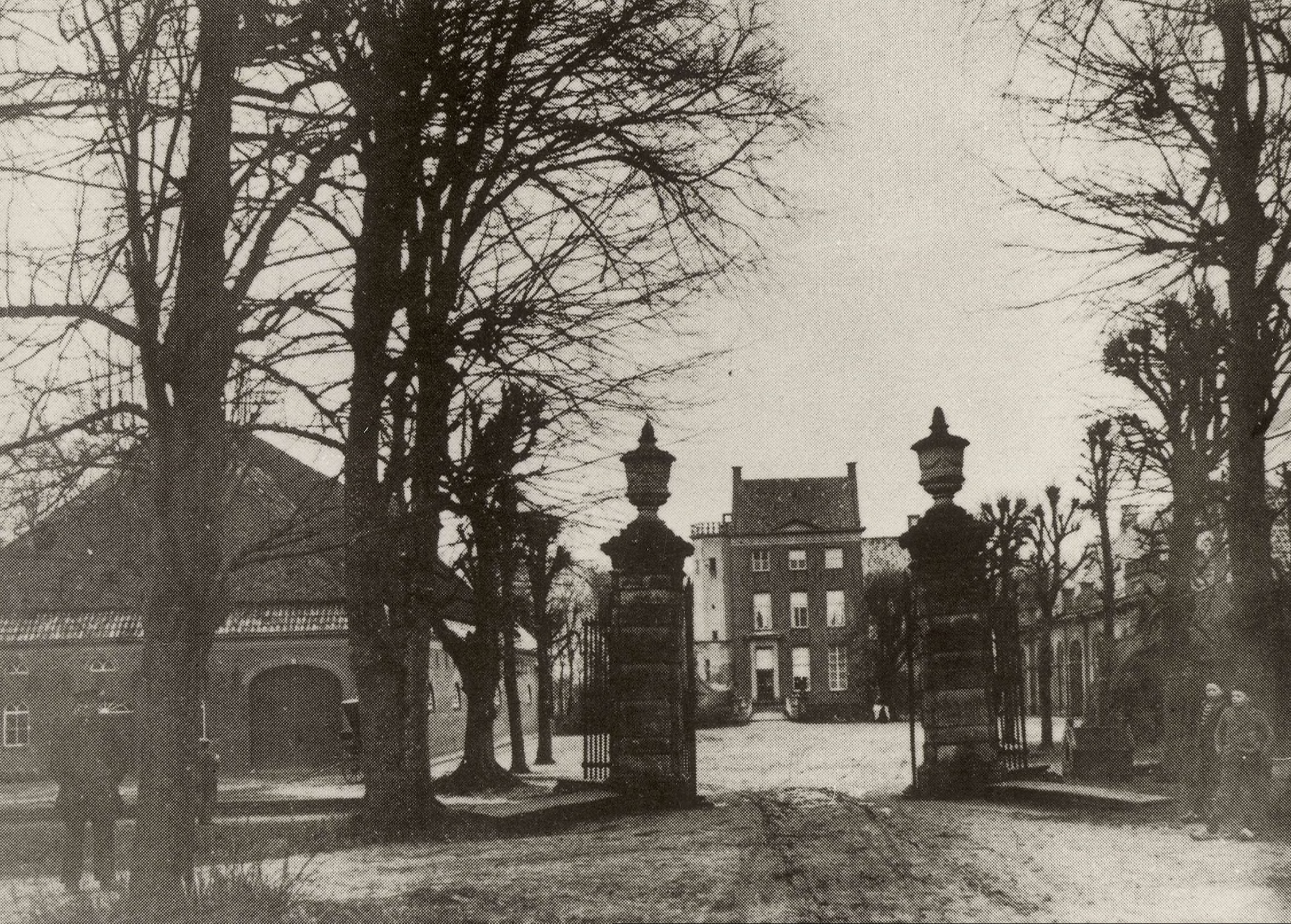
Het voorerf met op de achtergrond de borg (ca. 1900)
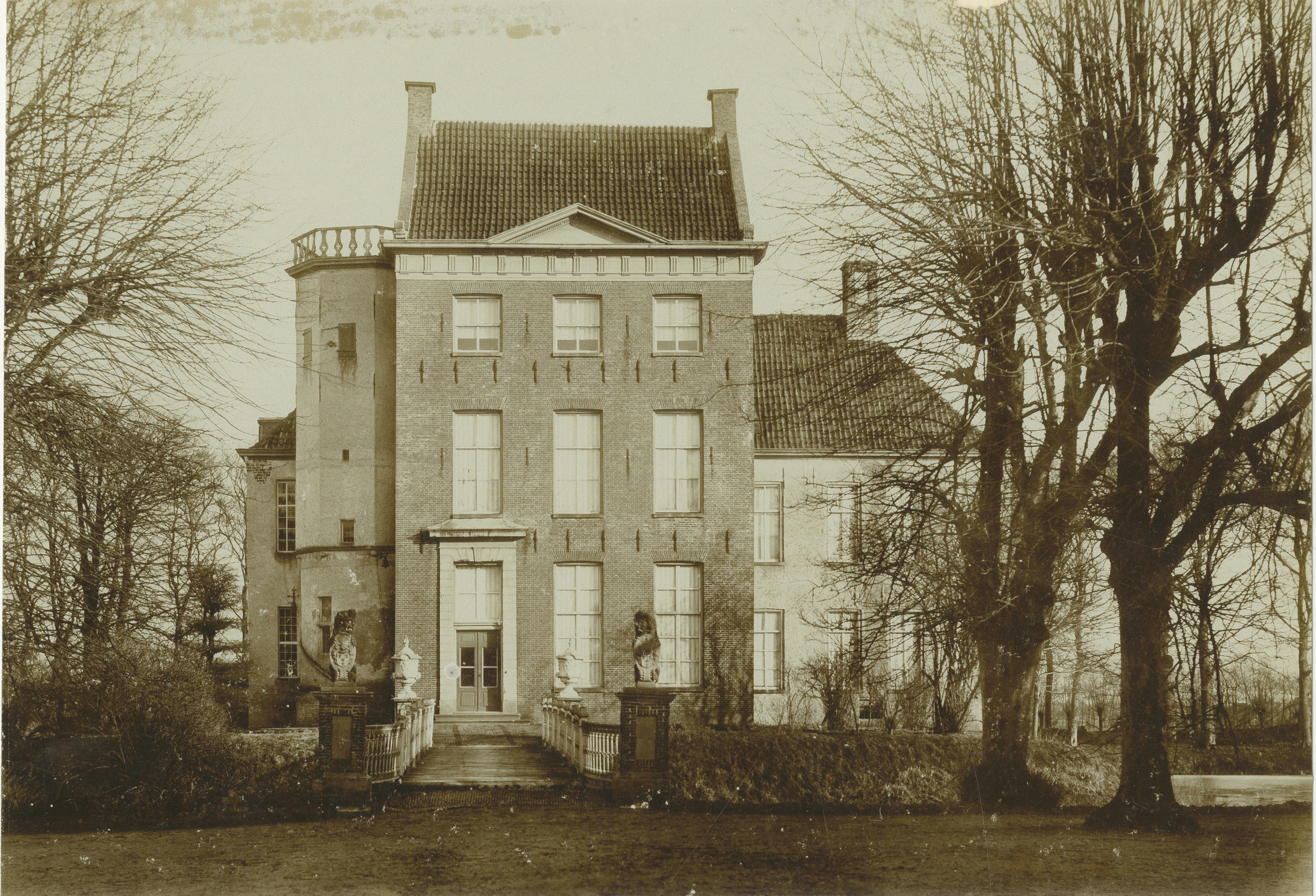
Voorzijde rond 1900
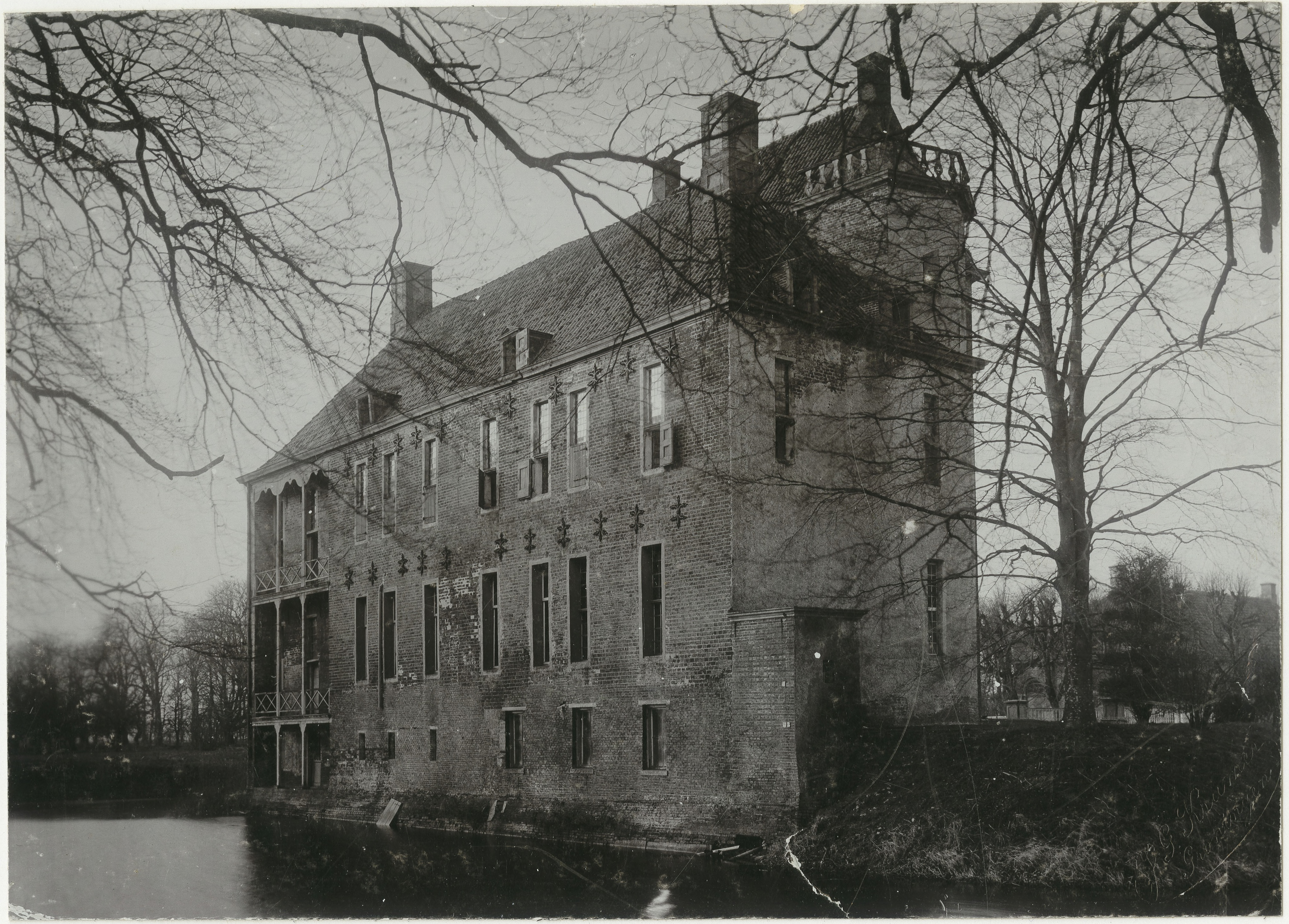
Achterzijde van het leegstaande en vervallen gebouw (1902)
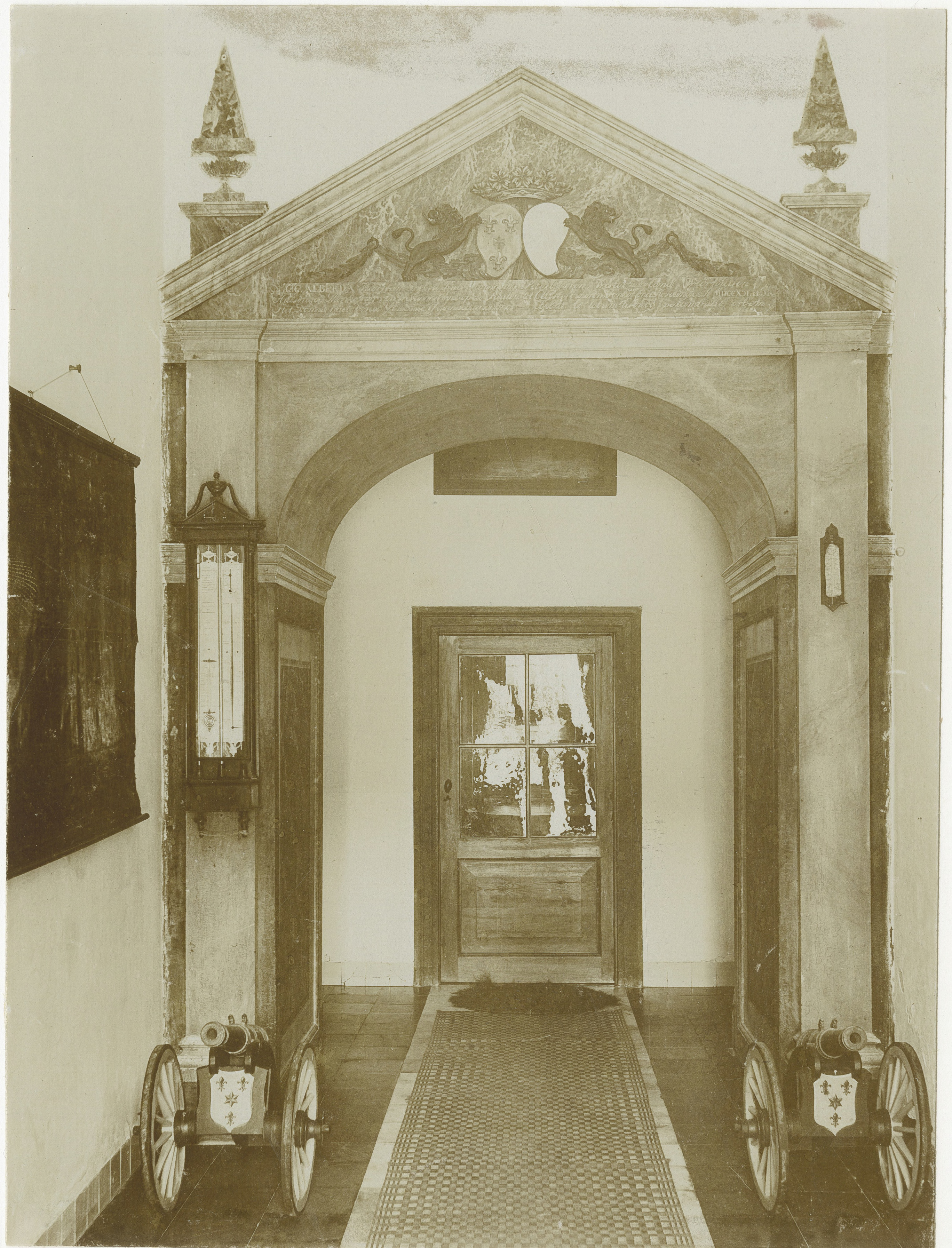
Halportaal in classicistische stijl uit 1791 (aangebracht door Goosen Geurt Alberda Van Dijksterhuis) en twee kanonnetjes. De halpoort bevond zich beneden tussen de toren (vestibule) en het achterhuis. De halpoort werd later herplaatst in een van de zalen van het oude Groninger Museum aan de Praediniussingel en bevindt zich tegenwoordig in het depot van het Groninger Museum. Bovenin het portaal het alliantiewapen van Goosen Geurt Alberda. Omdat hij ongehuwd overleed is het alliantiewapen van zijn toekomstige echtgenote nooit ingevuld.
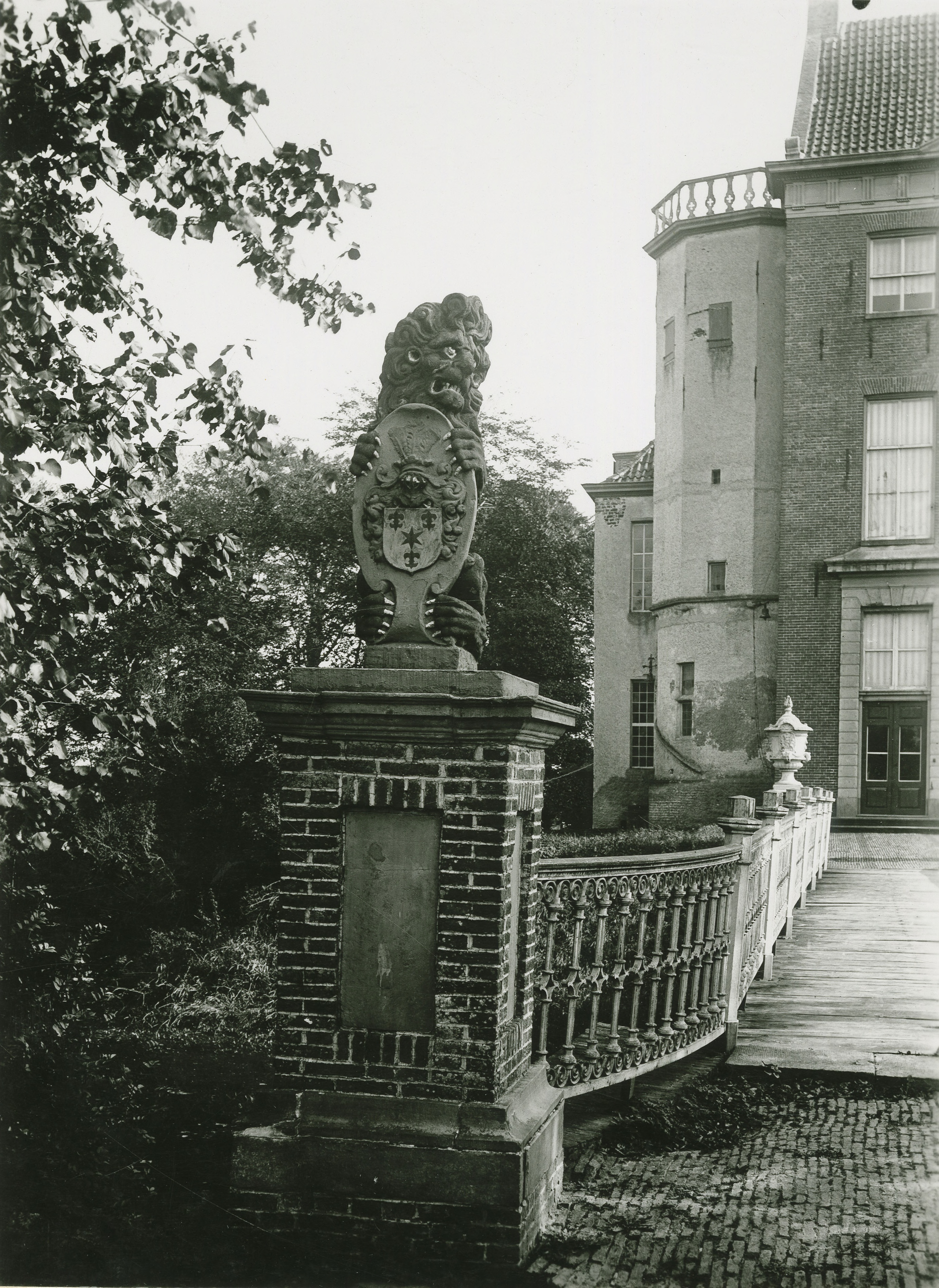
Stenen leeuw met het wapenschild van de familie Alberda bij de borg rond 1900. Vermoedelijk gemaakt rond 1600 voor de Thedemaborg bij Noordwolde. Mogelijk in 1774 bij een boeldag gekocht door de familie Alberda. Na de sloop van Dijksterhuis verplaatst naar het Groninger Museum en na de overname van de Menkemaborg door het Groninger Museum in 1921 herplaatst bij de Menkemaborg, die eerder ook in bezit was van de familie Menkema.
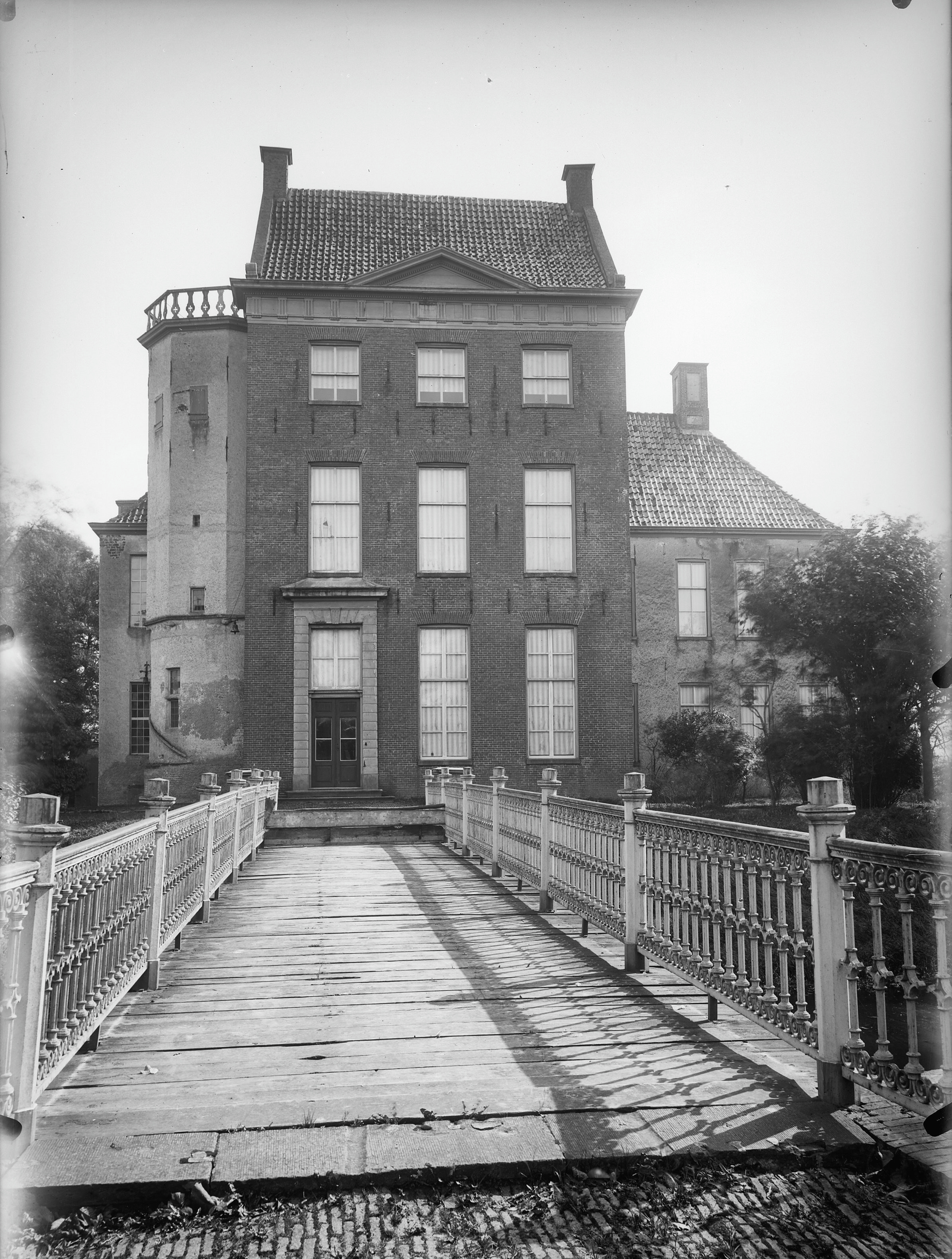
Vooraanzicht van de borg na het verwijderen van de leeuwen en de overdracht van de tuinvazen aan familie op de Nijenhuis in Heino in 1902.
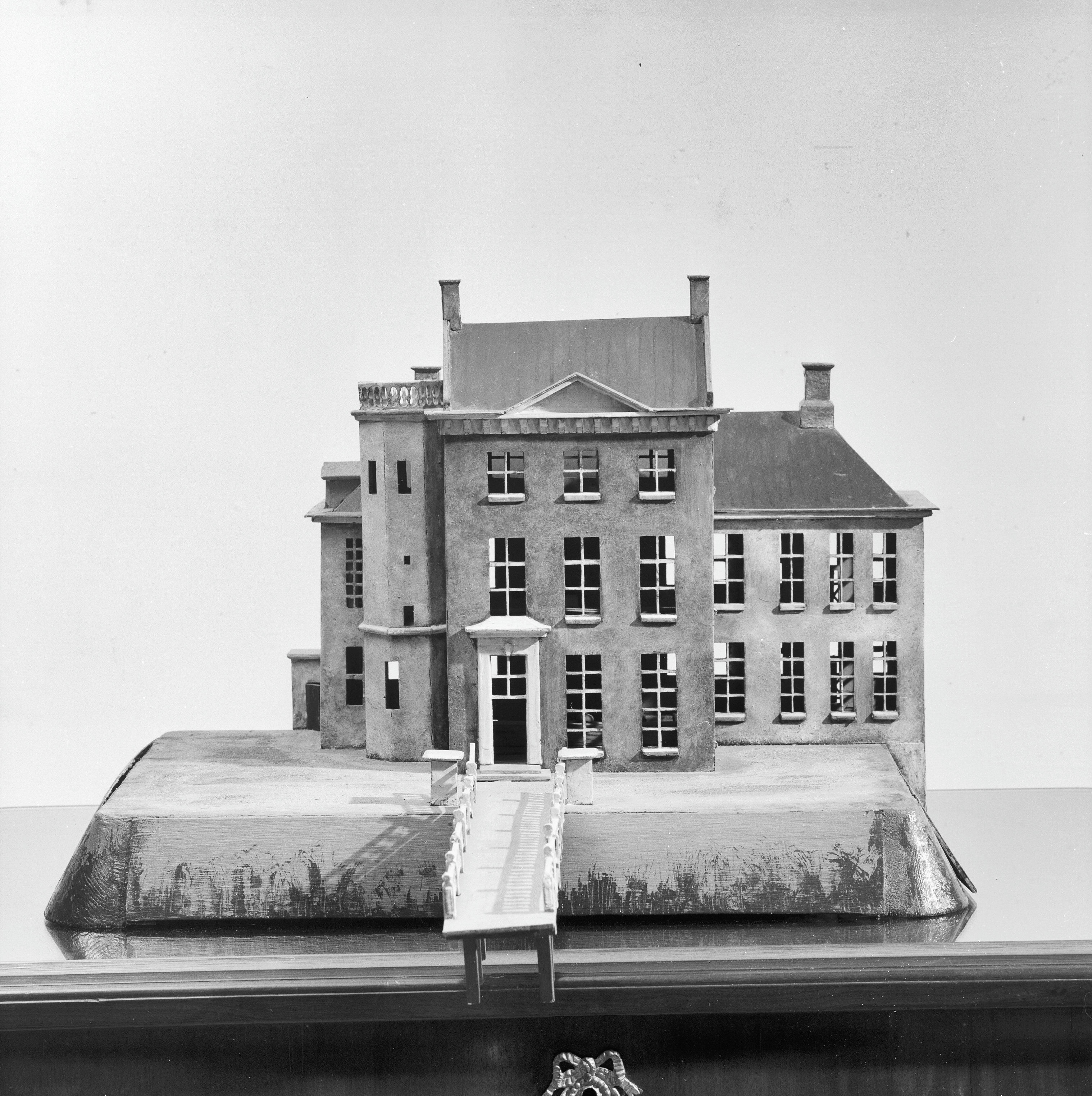
Maquette van Dijksterhuis in de Menkemaborg (achterzijde)
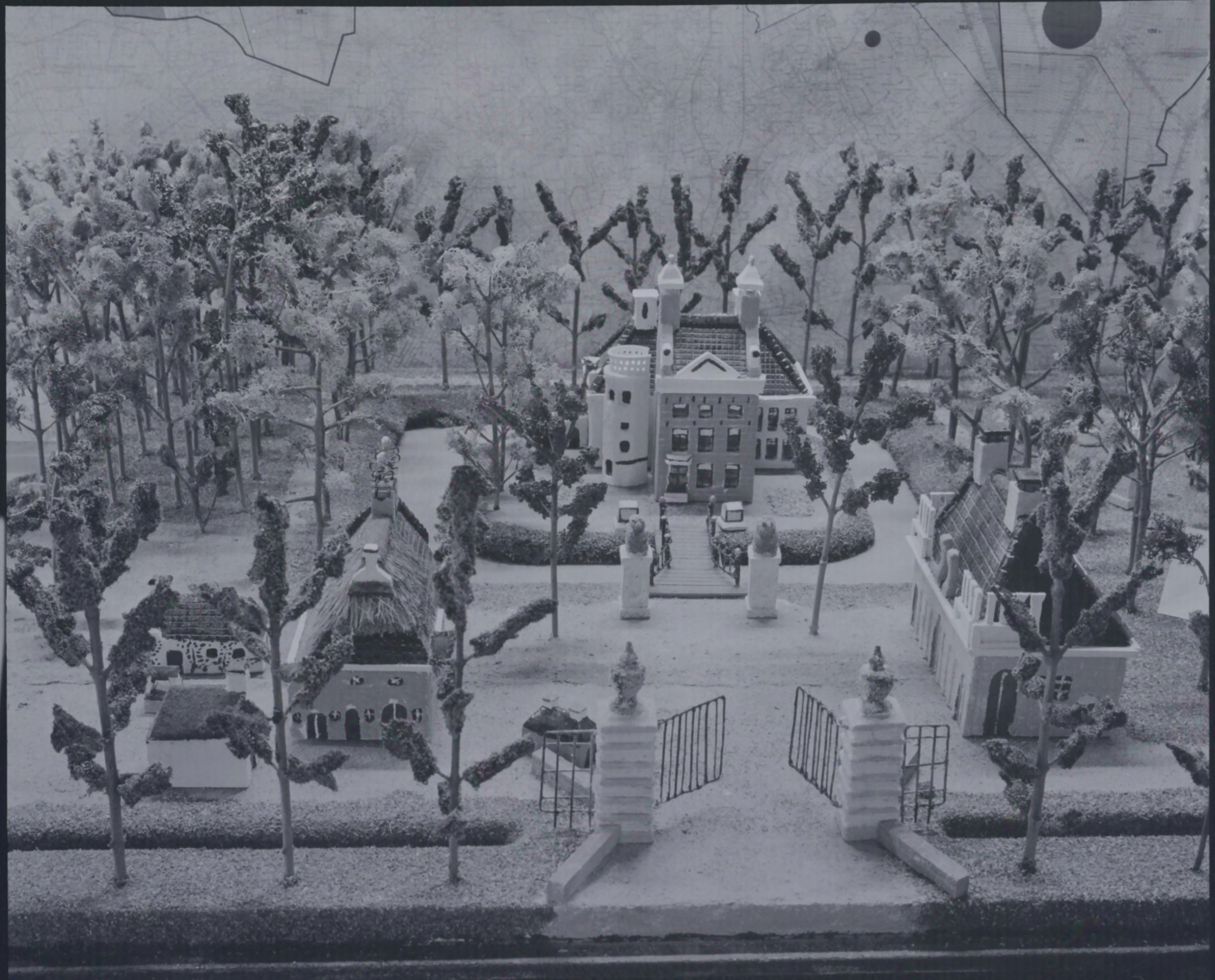
Maquette van Dijksterhuis op de tentoonstelling Groninger Borgen op Verhildersum in 1974
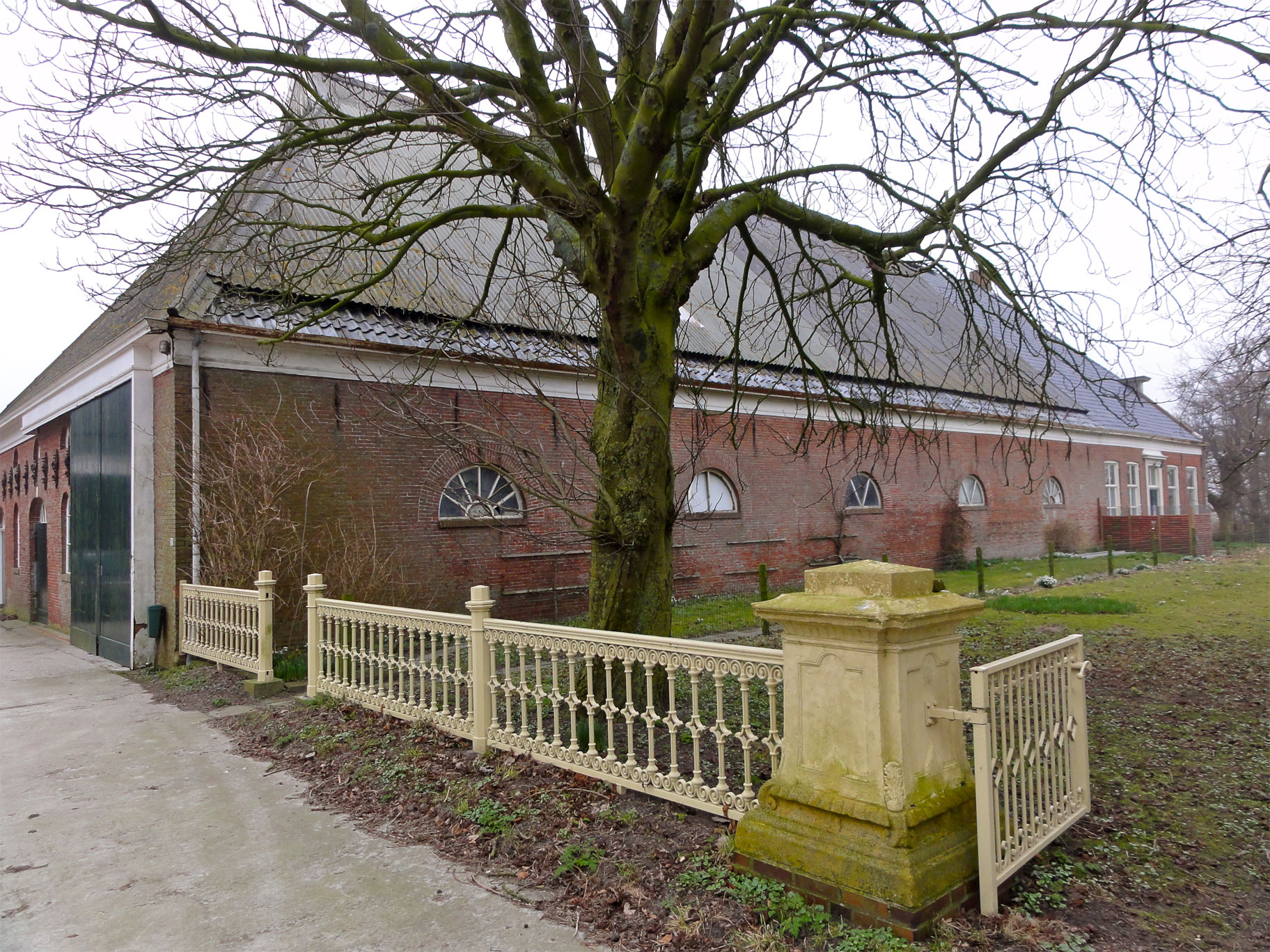
Ten Dijke, het schathuis van de borg Dijksterhuis (2011)
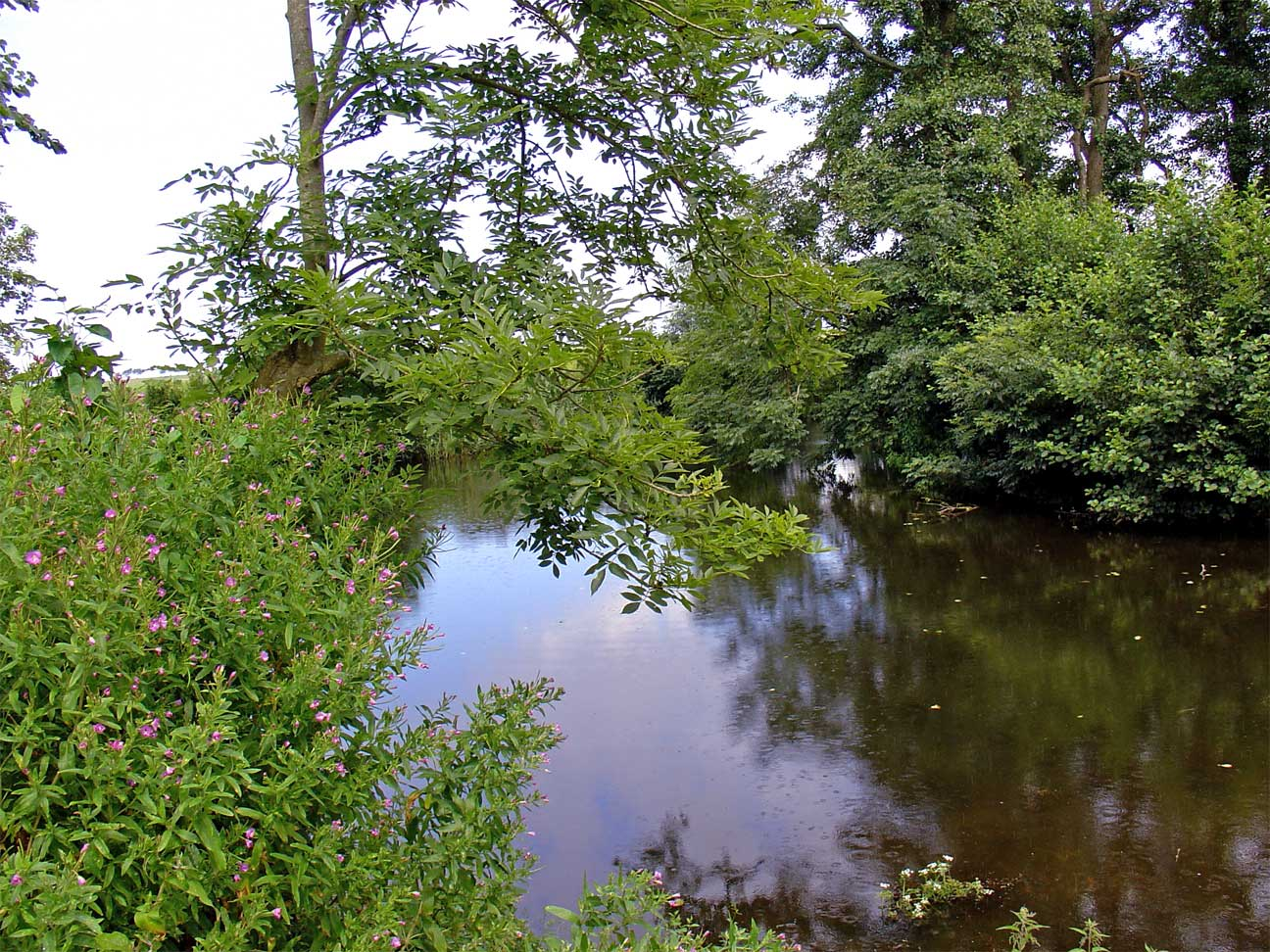
De gracht om de voormalige borg Dijksterhuis (2007)

Allersmaborg (Ezinge) · Breedenborg (Warffum) · Coendersborg (Nuis) · Ekenstein (Tjamsweer) · Ennemaborg (Midwolda) · Ewsum (Middelstum) · Fraeylemaborg (Slochteren) · Huis te Glimmen (Glimmen) · Menkemaborg (Uithuizen) · Nienoord (Leek) · Piloersemaborg (of Hamsterborg) (Den Ham) · Rensumaborg (Uithuizermeeden) · Rusthoven (Tjamsweer) · Vaartwijk (Westerbroek) · Verhildersum (Leens) · Vliethoven (Delfzijl) · Welgelegen (Kleinemeer) · Huis te Wedde (Wedde) 
 Steenhuis: Iwema-steenhuis (Niebert)
Zie ook: Lijst van voormalige borgen · Kaart van Theodorus Beckeringh · tichelborg · veenborg
Allersmaborg · Asingaborg (Middelstum) · Asingaborg (Ulrum) · Asingaborg (Warffum) · Aylbada · Breedenborg · Cortinghuis · Dijkumborg · Dijksterhuis · Ennemaborg · Ewsum · Fraeylemaborg · Piloersemaborg · Hanckemaborg · Iwema-steenhuis · Huis te Lellens · Menkemaborg · Menthedaborg ·Nienoord · Nittersum · Onstaborg · Scheltkema-Nijenstein · Kasteel Selwerd · Takuma · Verhildersum · Walkuma · Wedderborg